# گری جونز
گری جونز (انگلیسی: Gary Jones؛ زادهٔ ۴ ژانویهٔ ۱۹۵۸) یک هنرپیشه اهل بریتانیا است. 
از فیلم‌ها یا برنامه‌های تلویزیونی که وی در آن نقش داشته است می‌توان به دروازه ستارگان اس‌جی-۱ اشاره کرد.